# Simion Ismailciuc
Simion Ismailciuc (* 13. Juli 1930 in Chilia Veche; † 1986) war ein rumänischer Kanute.

## Erfolge
Simion Ismailciuc gab sein Olympiadebüt 1956 in Melbourne im Zweier-Canadier mit Alexe Dumitru auf zwei Distanzen. Über 1000 Meter schlossen sie ihren Vorlauf etwa vier Sekunden vor Grazian Botew und Pawel Charin aus der Sowjetunion auf dem ersten Platz ab, womit sie sich für den Endlauf qualifizierten. In diesem überquerten sie erneut vor Botew und Charin die Ziellinie: In einer Rennzeit von 4:48,6 Minuten erhielten sie als Olympiasieger die Goldmedaille. Dritter wurden die Ungarn Károly Wieland und Ferenc Mohácsi. Weniger erfolgreich verlief der Tags zuvor durchgeführte Wettbewerb auf der 10.000-Meter-Strecke. In 55:51,1 Minuten legten Ismailciuc und Dumitru die Renndistanz zurück und schlossen das Rennen auf dem fünften Platz unter zehn Teilnehmern ab.
Zwischen den beiden Spielen wurde Ismailciuc mit Alexe Dumitru 1958 in Prag im Zweier-Canadier Weltmeister. Darüber hinaus wurden die beiden 1957 in Gent auch Europameister über 10.000 Meter und gewannen über 1000 Meter die Silbermedaille. Im Einer-Canadier sicherte sich Ismailciuc zwei Jahre darauf bei den Europameisterschaften in Duisburg über 1000 Meter ebenfalls die Goldmedaille und wiederholte diesen Erfolg auch bei den Weltmeisterschaften 1963 in Jajce, die gleichzeitig als Europameisterschaften gewertet wurden. Seine letzte internationale Medaille gewann er 1965 in Bukarest, als er mit Lavrente Simonov im Zweier-Canadier auf der 10.000-Meter-Strecke den zweiten Platz belegte.
1965 beendete er seine aktive Karriere und wurde Kanutrainer.